# Jordan Montgomery
Jordan Blackmon Montgomery (Sumter, Carolina del Sur, 27 de diciembre de 1992), más conocido como Jordan Montgomery, es un jugador profesional estadounidense de béisbol que se desempeña en la posición de lanzador en Arizona Diamondbacks, equipo de las Grandes Ligas de Béisbol (MLB). Logró obtener el premio Segundo Equipo All-MLB.

## Carrera
Montgomery jugó como profesional seis temporadas en New York Yankees (2017-2022), después pasó a St. Louis Cardinals (2022-2023), luego a Texas Rangers (2023), posteriormente a Arizona Diamondbacks, donde lleva jugando una temporada.

## Premios
En 2023, fue galardonado con el premio Segundo Equipo All-MLB.